# ألفرد مارشال بيلي
ألفرد مارشال بيلي (بالإنجليزية: Alfred Marshall Bailey)‏ هو عالم طيور أمريكي، ولد في 18 فبراير 1894، وتوفي في 25 فبراير 1978.

## وصلات خارجية
- ألفرد مارشال بيلي على موقع IMDb (الإنجليزية)